# Pentaleyrodes
Pentaleyrodes is een geslacht van halfvleugeligen (Hemiptera) uit de familie witte vliegen (Aleyrodidae), onderfamilie Aleyrodinae.
De wetenschappelijke naam van dit geslacht is voor het eerst geldig gepubliceerd door Takahashi in 1937. De typesoort is Aleyrodes cinnamomi.

## Soorten
Pentaleyrodes omvat de volgende soorten:
- Pentaleyrodes cinnamomi (Takahashi, 1932)
- Pentaleyrodes hongkongensis Takahashi, 1941
- Pentaleyrodes linderae Chou & Yan, 1988
- Pentaleyrodes yasumatsui Takahashi, 1939